# Giacomo II di Borbone-La Marche
Giacomo II di Borbone-La Marche (1370 – Besançon, 24 settembre 1438), figlio primogenito di Giovanni I di Borbone-La Marche e Caterina di Vendôme, successe al padre e fu conte di La Marche e di Castres dal 1393 al 1435. Sposò in terze nozze Giovanna II d'Angiò-Durazzo, regina di Napoli, divenendo il suo secondo marito senza però ottenere il titolo regio, ma solo quello di duca di Calabria e principe di Taranto dal 1415 al 1419. Costrinse la moglie a concedergli il titolo regio e così divenne re consorte nel 1416, ma, viste le pretese al trono, nel 1419 venne costretto dai baroni napoletani a rinunciare al titolo regio, e fu cacciato ed esiliato dal Regno.
Nel 1435 rinunciò ai titoli nobiliari e si fece frate francescano, morendo in convento tre anni più tardi.

## Biografia
Nel 1396 aveva accompagnato Giovanni di Borgogna che si recava in Ungheria a dar man forte al re Sigismondo nella lotta contro i Turchi. Ma nella sanguinosa battaglia di Nicopoli, il 28 settembre 1396, fu tratto prigioniero dai Musulmani e dovette pagare un cospicuo riscatto per liberarsi. Poté così accettare l'offerta del re Carlo VI di Francia, che gli sborsò l'enorme somma di 100.000 scudi d'oro perché potesse ingaggiare 800 uomini d'arme e 300 balestrieri da condurre a combattere gli Inglesi nel paese del Galles. Ma il bizzarro principe, una volta entrato in possesso della cospicua somma, la scialacquò allegramente in feste e spese personali e quando si decise a muoversi, temendo le reazioni del re di Francia, lo fece alla testa di un miserabile pugno d'uomini e non arrivò nemmeno in Inghilterra, perché ebbe paura del mare grosso, che lo obbligò ad invertire la rotta e a ritornare sul suolo patrio. Per lui venne coniata l'espressione latina Mare vidit et firmit, distorta dalla già esistente di Gaio Giulio Cesare, Veni vidi vici.
Venne poi fatto prigioniero dai Borgognoni e, trovatosi senza denaro, non esitò a sequestrare il fratello Giovanni e chiederne il riscatto.
Nel 1407 partì per andare a dare man forte al re Ladislao, fratello della futura regina Giovanna II d'Angiò-Durazzo, che in quel momento si trovava a cingere d'assedio Taranto difesa da Maria d'Enghien, ma arrivò in ritardo all'assedio, quando Ladislao aveva ormai già sposato la nobildonna Maria.
Dopo il suo ritorno in Francia, gli fu affidato il comando di una forza da condurre in Inghilterra a sostegno della rivolta di Owain Glyndŵr; nel 1403 le sue truppe saccheggiarono Plymouth, ma fu sconfitto e al ritorno nel 1404 perse dodici vascelli in una tempesta.
Fu al fianco di Giovanni senza Paura e del partito dei Borgognoni nella guerra civile contro gli Armagnacchi del Duca di Orléans.
Giovanna di Napoli, dietro le pressioni della nobiltà che la voleva sposata e madre di un erede, lo scelse come marito, sposandolo il 10 agosto 1415, ma gli negò il titolo regio, attribuendogli soltanto i titoli di Principe di Taranto e Duca di Calabria.
Tuttavia le intenzioni dello sposo erano ben altre: subito dopo le nozze, Giacomo fece uccidere il favorito della regina Giovanna, Pandolfello, detto Alopo (cioè calvo) e stabilì il suo controllo diretto sulla corte attraverso funzionari francesi di sua fiducia, costringendo Giovanna a riconoscergli il titolo di re di Napoli. La prepotenza del sovrano consorte suscitò i malumori dei baroni napoletani.
Nel settembre del 1416 la nobiltà scatenò contro Giacomo violenti tumulti nella capitale, finché Giacomo non si vide costretto a rinunciare al titolo regio e rispedire in Francia i funzionari che gli garantivano il controllo della corte di Napoli.
È in questo periodo che Giovanna diede inizio a quella che passerà alla storia come la più celebre e discussa delle sue relazioni. Favorito della regina diventò il giovane e ambizioso Sergianni Caracciolo, che acquisirà negli anni un enorme potere.
Estromesso dalle vicende di governo e frenato nei suoi propositi di potere, nel 1418 Giacomo di La Marche decise di abbandonare Napoli e di ritirarsi in Francia.
Combatté con Carlo VII di Francia contro gli inglesi nel 1428 e fu governatore della Linguadoca, si dimise in cambio di una pensione e raggiunse la corte di Carlo VII.
Stanco della sua vita avventurosa, nel 1435 si fece frate francescano ed entrò nel convento di Besançon dove morì tre anni più tardi.

## Matrimoni e discendenza
Giacomo sposò a Pamplona, il 14 settembre 1406, Beatrice d'Evreux (1392 † 1414), duchessa di Nemours e figlia del re di Navarra Carlo III il Nobile e di Eleonora di Castiglia, che gli diede tre figlie:
- Eleonora (1407-1464), che fu contessa de la Marche e di Castres, e che divenne, duchessa consorte di Nemours sposando Bernardo d'Armagnac, Conte di Pardiac.
- Isabella (1408-1446), suora a Besançon;
- Maria (1410-1445), suora a Amiens.

Vedovo di Beatrice, il 5 novembre 1412 sposò a Champtoceaux Margherita di Blois detta Margherita di Bretagna, che morì nel 1413 o nel 1414. Da Margherita Giacomo non ebbe figli.
Sposò in terze nozze la regina Giovanna II di Napoli, ma anche questo turbolento matrimonio rimase senza figli.

## Ascendenza
|                                 |                        |                                   | Genitori                        |  |  | Nonni |  |  | Bisnonni           |  |  | Trisnonni           |  |
|                                 |                        |                                   |                                 |  |  |       |  |  | Luigi I di Borbone |  |  | Roberto di Clermont |  |
|                                 |                        |                                   |                                 |  |  |       |  |  | Luigi I di Borbone |  |  | Roberto di Clermont |  |
|                                 |                        | Beatrice di Borgogna-Borbone      |                                 |  |  |       |  |  | Luigi I di Borbone |  |  |                     |  |
| Giacomo I di Borbone-La Marche  |                        |                                   |                                 |  |  |       |  |  | Luigi I di Borbone |  |  |                     |  |
|                                 |                        | Maria d'Avesnes                   | Giovanni II d'Avesnes           |  |  |       |  |  |                    |  |  |                     |  |
|                                 |                        | Maria d'Avesnes                   | Giovanni II d'Avesnes           |  |  |       |  |  |                    |  |  |                     |  |
|                                 |                        | Maria d'Avesnes                   | Filippa di Lussemburgo          |  |  |       |  |  |                    |  |  |                     |  |
| Giovanni I di Borbone-La Marche |                        | Maria d'Avesnes                   |                                 |  |  |       |  |  |                    |  |  |                     |  |
|                                 |                        | Ugo di Châtillon                  | Giacomo I di Châtillon          |  |  |       |  |  |                    |  |  |                     |  |
|                                 |                        | Ugo di Châtillon                  | Giacomo I di Châtillon          |  |  |       |  |  |                    |  |  |                     |  |
|                                 |                        | Ugo di Châtillon                  | Catherine de Carency            |  |  |       |  |  |                    |  |  |                     |  |
| Giovanna di Châtillon           |                        | Ugo di Châtillon                  |                                 |  |  |       |  |  |                    |  |  |                     |  |
|                                 |                        | Giovanna de Dargies et de Catheux | Renaud de Dargies et de Catheux |  |  |       |  |  |                    |  |  |                     |  |
|                                 |                        | Giovanna de Dargies et de Catheux | Renaud de Dargies et de Catheux |  |  |       |  |  |                    |  |  |                     |  |
|                                 |                        | Giovanna de Dargies et de Catheux | Agnes de Bruyères               |  |  |       |  |  |                    |  |  |                     |  |
| Giacomo II di Borbone-La Marche |                        | Giovanna de Dargies et de Catheux |                                 |  |  |       |  |  |                    |  |  |                     |  |
|                                 | Bouchard VI di Vendôme | Giovanni V di Vendôme             |                                 |  |  |       |  |  |                    |  |  |                     |  |
|                                 | Bouchard VI di Vendôme | Giovanni V di Vendôme             |                                 |  |  |       |  |  |                    |  |  |                     |  |
|                                 | Bouchard VI di Vendôme | Eleanore de Montfort-L'Amaury     |                                 |  |  |       |  |  |                    |  |  |                     |  |
| Giovanni VI di Vendôme          | Bouchard VI di Vendôme |                                   |                                 |  |  |       |  |  |                    |  |  |                     |  |
|                                 |                        | Alice di Bretagna                 | Arturo II di Bretagna           |  |  |       |  |  |                    |  |  |                     |  |
|                                 |                        | Alice di Bretagna                 | Arturo II di Bretagna           |  |  |       |  |  |                    |  |  |                     |  |
|                                 |                        | Alice di Bretagna                 | Iolanda di Dreux                |  |  |       |  |  |                    |  |  |                     |  |
| Catherine de Vendôme            |                        | Alice di Bretagna                 |                                 |  |  |       |  |  |                    |  |  |                     |  |
|                                 |                        | Giovanni II Ponthieu              | Giovanni I Ponthieu             |  |  |       |  |  |                    |  |  |                     |  |
|                                 |                        | Giovanni II Ponthieu              | Giovanni I Ponthieu             |  |  |       |  |  |                    |  |  |                     |  |
|                                 |                        | Giovanni II Ponthieu              | Ide de Meullent                 |  |  |       |  |  |                    |  |  |                     |  |
| Joan di Ponthieu                |                        | Giovanni II Ponthieu              |                                 |  |  |       |  |  |                    |  |  |                     |  |
|                                 |                        | Caterina d'Artois                 | Filippo d'Artois                |  |  |       |  |  |                    |  |  |                     |  |
|                                 |                        | Caterina d'Artois                 | Filippo d'Artois                |  |  |       |  |  |                    |  |  |                     |  |
|                                 |                        | Caterina d'Artois                 | Bianca di Bretagna              |  |  |       |  |  |                    |  |  |                     |  |
|                                 |                        | Caterina d'Artois                 |                                 |  |  |       |  |  |                    |  |  |                     |  |